# Белорусская народная самопомощь
Белору́сская наро́дная самопо́мощь (БНС, бел. Беларуская народная самапомач, официально нем. Weißruthenische Selbsthilfewerk) — белорусская благотворительная организация, действовавшая в генеральном округе Белоруссия в годы Второй мировой войны.  Создана 22 октября 1941 года как правопреемница Белорусского Красного Креста. Согласно уставу задачами организации являлись помощь белорусам, пострадавшим от военных действий, большевистского и польского правления, восстановление белорусской земли, разрушенной иностранцами, и развитие белорусской культуры. Со временем БНС превратилась в национальную организацию, в компетенцию которой включались самые разные стороны общественной жизни, что вызвало недовольство властей Третьего рейха, больше полагавшихся на эффективность методов, используемых СС и Вермахтом, чем на политические решения.

## Предыстория
Власти Нацистской Германии имели разные идеи по обеспечению безопасности и стабильности правления в оккупированной Белоруссии. Генеральный комиссар Белоруссии Вильгельм Кубе был сторонником развития белорусского национализма как наиболее эффективного противовеса советскому влиянию. Кубе считал, что существует естественное противоречие между целями советской политики и белорусским движением, конечной целью которого было создание собственной государственности. По той же логике белорусский национализм был неприемлем и для польского подполья. В этой ситуации Германия, поддерживая национальные устремления Белоруссии и вселяя надежду на возникновение белорусской государственности, имела шансы изменить настрой местных жителей и пробудить общественный интерес к ликвидации советского партизанского движения.
Гауляйтер Кубе решил создать центральный административный орган, представляющий белорусов. В начале сентября 1941 года, он учредил так называемое Небенбюро, которое было местным эквивалентом главного управления полиции, и поставил во главе его Радослава Островского. Однако в конце октября Кубе снял Островского с должности из-за обвинений в сотрудничестве с коммунистами и польскими властями в межвоенный период.

## Создание, цели и задачи
22 октября 1941 года Вильгельм Кубе подписал документ, согласно которому учреждалась Белорусская народная самопомощь.
Согласно обнародованному уставу БНС являлась общественной организацией, цель которой — устранить беды, вызванные «польским и коммунистическо-еврейским правлением, и создать возможность для лучшего культурного развития белорусского народа» (бел. мае мэту ліквідаваць бяду - бярэмя, выкліканае польскім і камуністычна-жыдоўскім уладарствам, і стварыць беларускаму народу магчымасць лепшага культурнага развіцця).
БНС отвечала за здравоохранение и социальную помощи и должна была заменить Белорусский Красный Крест, созданный в июле того же года под руководством доктора И. Антоновича, а затем ликвидированный.
БНС имела право открывать общежития, детские сады, клубы, дома культуры, создавать собственные предприятия, вести издательское дело, организовывать лекции, концерты, театральные представления, открывать свои отделения во всех городах Белоруссии. Бюджет БНС состоял из членских взносов (вступительный — 30 пфеннигов), пожертвований, доходов от предпринимательства, гонораров с лекций, театральных представлений и т. д. Всё имущество, помещения и сотрудники Белорусского Красного Креста были переданы БНС.
Со временем, с согласия Вильгельма Кубе, БНС превратилась в массовую национальную организацию, в компетенцию которой постепенно включались самые разные стороны общественной жизни. Она также взяла под контроль систему образования: параллельно с отделом Винсента Годлевского, находившимся в непосредственном подчинении отделу культуры при Генеральном комиссариате Белоруссия, при БНС существовал отдел школьного образования, которым руководил Ефим Скурат. Постепенно проявилась тенденция к слиянию БНС и административного аппарата Белоруссии, и члены этой организации стали занимать различные служебные места от волостных управ до Генерального комиссариата.

## Структура и руководство
Первым председателем БНС был Иван Ермаченко, врач по образованию, активный участник белорусского национального движения, до войны возглавлявший Белорусский комитет в Праге, основатель представительств Белорусской Народной Республики на Балканах. Он был мало известен в Белоруссии, но пользовался полным доверием немецких властей. Его заместителем стал Ян Станкевич, через несколько месяцев его заменил доктор Владимир Волкевич.
Отделения БНС были также созданы в округах, поветах и волостях. К началу 1942 года формирование аппарата БНС на местах было в основном завершено.
Руководители БНС: 
- 22 октября 1941 года — апрель 1943 года — Иван Ермаченко (до августа 1942 года — главный комендант БНС[5]);
- 30 июня 1943 года — ноябрь 1943 года — Вацлав Ивановский ;
- ноябрь 1943 года — 1 февраля 1944 года — Юрий Соболевский .

В августе 1942 года произошла реорганизация руководства. Был сформирован орган управления БНС — Центральная рада (Central), в 1943 году состоявшая из 12 отделов, в их числе:
- отдел политики — Иван Ермаченко;
- отдел управления — Юлиан Сакович,
- отдел пропаганды — Антон Адамович,
- судебный отдел — Павел Свирид,
- отдел культуры — Иван Косяк,
- отдел школьного образования — Ефим Скурат,
- отдел, контролировавший Белорусский корпус самообороны — Франтишек Кушель.

Состав Центрального совета был утверждён Вильгельмом Кубе. В подчинении Центрального совета находились окружные, районные и волостные отделения БНС. Таким образом был создан административный аппарат, который мог в будущем взять власть у немцев.

## Деятельность
В начале своей деятельности БНС решала только свои уставные задачи, в частности, открыла в Минске две больницы, две поликлиники, аптеку и фотомагазин; собирала деньги и ценные вещи, продукты питания, обувь и зимнюю одежду для раздачи нуждающимся; оказывала материальную помощь жертвам войны; доставляла печатные издания в районы и волости (газету «Менская газэта» (с февраля 1942 года «Беларуская газета») и газету для крестьян «Голас вёскі»).
БНС координировала работу многих белорусских больниц; переселяла бездомных детей в приюты, организованные на базе советских санаториев (в целом около 10 000 детей). Вместе с тем медики-члены БНС участвовали в жестоких медицинских обследованиях с целью отправки рабочей силы в Германию.
1942 год стал годом формирования белорусского движения в условиях немецкой оккупации. Вильгельм Кубе продолжал идти на уступки белорусам. Работали школы, гимназии, семинарии, выходила пресса. Было дано разрешение на создание профсоюзов, Женского союза и института мировых судей. 27 июля 1942 года бело-красно-белый флаг и герб «Погоня» были официально утверждены в качестве национальных символов. При этом национальное возрождение Белоруссии происходило на фоне ужасающих нацистских карательных операций, которых мир ещё не знал, бесчеловечного обращения с евреями и их уничтожения, на фоне убийств белорусских и польских патриотов, уничтожения белорусских священников (В. Гадлевский, Г. Глебович, С. Гляковский, Д. Мальц, А. Неманцевич), разграблением произведений искусства и ценных музейных экспонатов немецкими солдатами и полицейскими.
В июле 1942 года состоялся съезд окружных руководителей БНС, на котором были отмечены значительные успехи организации. Из вспомогательного социального института она превратилась в действительно общенациональную и всеобъемлющую организацию. Она максимально защищала местное население от издевательств со стороны немцев. Из «Самопомощи» вышли будущие активисты Корпуса самообороны, Рады доверия, Центральной рады, Краевой обороны, активные участники белорусской жизни в изгнании.
Кубе начал белорусизацию церковной жизни. Весной 1942 года он узаконил деятельность белорусского экзархата греко-католической церкви, который с момента его основания в 1939 году действовал подпольно. В августе 1942 года было объявлено о создании Белорусской автокефальной православной церкви, независимой от Московского патриархата. На востоке Белоруссии земля, принадлежавшая колхозам, делилась между крестьянами.
В мае 1943 года в Могилёве открылся медицинский институт.
1943 год внёс существенные изменения в национальную и культурную жизнь Беларуси, и в первую очередь это было связано с деятельностью Белорусской самопомощи. В начале года БНС охватила все сферы национальной жизни. В марте 1943 года состоялся очередной съезд БНС, на котором также присутствовали члены Рады доверия, штадтскомиссары (бургомистры) крупных городов и руководители белорусской полиции. Съезд стремился внести поправки в устав организации и признать её право на самоуправление. Руководители БНС не хотели быть слепыми исполнителями воли немецких оккупантов. Был составлен меморандум руководству Германии, в котором требовалось предоставить Белоруссии полную автономию, создать национальное правительство и национальную армию. В меморандуме подчёркивалось, что «правительство объявит об отделении Беларуси от СССР и объявит ей войну как врагу белорусского народа». При содействии Вильгельма Кубе и БНС был создан Белорусский корпус самообороны (БСА).
Действия гауляйтера Вильгельма Кубе, который пытался использовать белорусский коллаборационизм как оплот против партизан и польского подполья, встретили сопротивление со стороны руководителя СС и полиции в Белоруссии Курта фон Готтберга и Службы безопасности (СД). К тому же, создание белорусского государства ни в каком виде не входило в планы германского руководства. Конфликт между Генеральным комиссаром Белоруссии и СД напрямую затронул БСА и БНС, и власти Германии решительно выступили против инициативы БНС. Проблема БНС обсуждалась в Берлине в феврале 1943 года в министерстве оккупированных восточных территорий, где представитель СД штурмбаннфюрер СС Гумич сказал: «…нужно ли вообще пытаться и уже сейчас поддерживать формирование белорусской нации, если до сих пор нет решения, что делать в целом с белорусским народом. Во всяком случае рейхсфюрер СС не имеет ясности в этом вопросе...».
Приказом немецкой оккупационной администрации от 18 марта 1943 года БНС была реорганизована; Корпус самообороны, прототип белорусской армии, расформирован, а деятельность БНС ограничена здравоохранением и материальной помощью населению.
Расследование вокруг БНС и Ивана Ермаченко, начатое СД, закончилось обвинениями в финансовых махинациях. Основываясь на этом, Ивана Ермаченко сняли с должности главы БНС и 27 апреля 1943 года под надзором гестапо депортировали из Минска в Прагу, где проживал до войны. Однако, в следующем году обвинения против Ермаченко были сняты, что указывает на политическую подоплёку дела. Настоящие мотивы германских властей раскрылись летом 1943 года, когда глава Минского СД Эдуард Штраух в записке Гиммлеру написал: «... упомянутый выше Ермаченко был послушным орудием белорусской политики Генерального комиссара. Он (Кубе) дал ему понять, что может быть премьер-министром Беларуси. Ермаченко шёл к этой цели всеми имеющимися в его распоряжении средствами при поддержке гауляйтера. Дело могло зайти очень далеко, учитывая ошибки, которые мы допустили в этом направлении. Думаю, достаточно отметить, что на уничтожение Ермаченко я потратил целый год...».
В июне 1943 года Белорусская народная самопомощь была переименована в Белорусскую самопомощь (БСП), которую возглавил Юрий Соболевский.
В середине 1943 года политическую жизнь Белоруссии, заручившись поддержкой Вильгельма Кубе, возглавил Вацлав Ивановский.
1 марта 1944 года функции Белорусской народной самопомощи  были переданы Белорусской центральной раде (БЦР).

## Численность
На конец 1942 года численность членов Белорусской народной самопомощи составила:

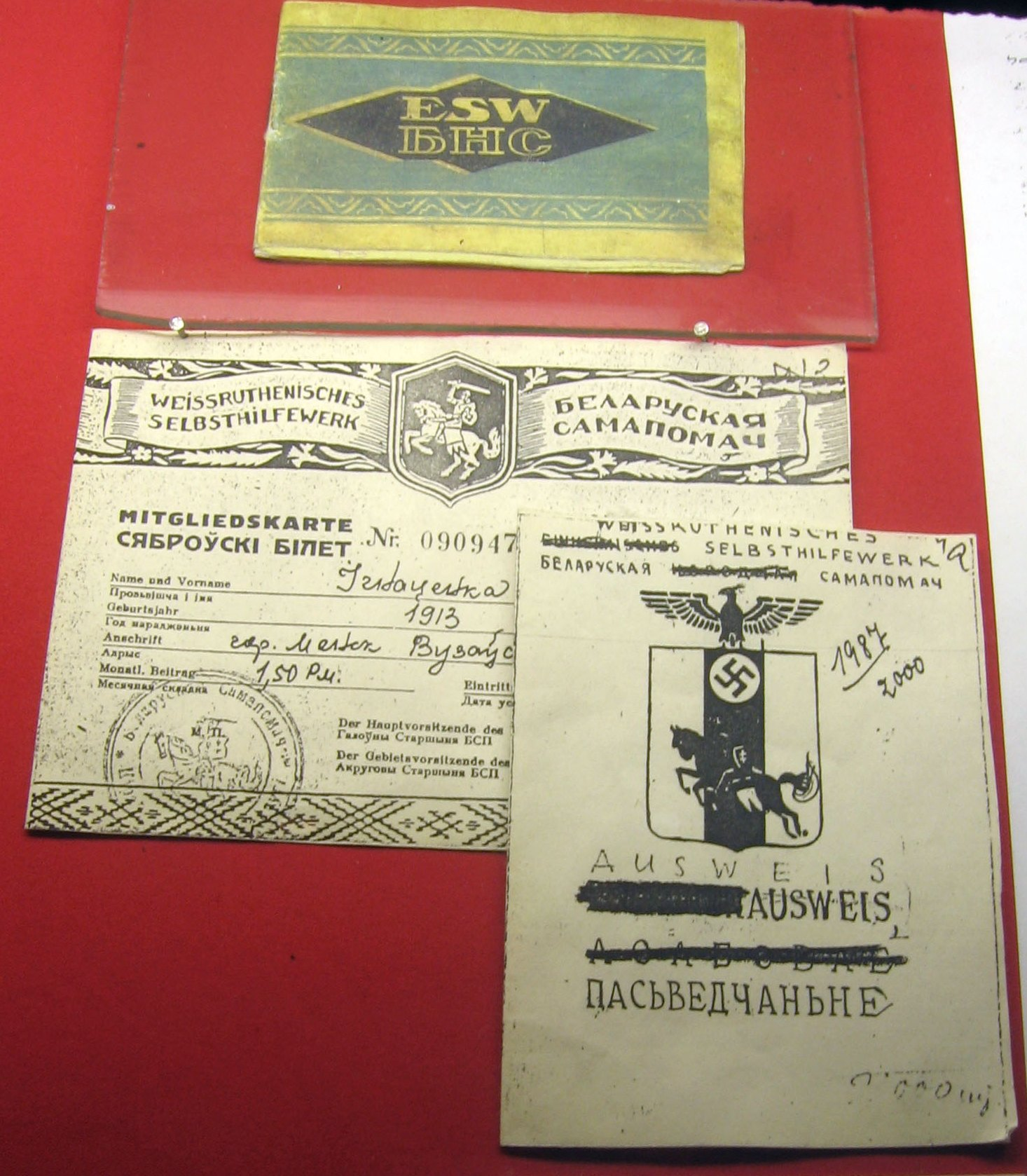
Документы членов Белорусской народной самопомощи

| Округ             | Районных отделений | Волостных отделений | Членов | Руководитель            |
| ----------------- | ------------------ | ------------------- | ------ | ----------------------- |
| Барановичский     | 8                  | 81                  | 8 910  | Михаил (Михась) Тулейка |
| Новогрудский      | —                  | —                   | —      | Борис Рогуля            |
| Слонимский        | —                  | —                   | 6 000  | Григорий Зыбайло        |
| Глубокский        | —                  | —                   | 1 000  | Иван (Янка) Гинько      |
| Лидский           | —                  | —                   | 743    | Адольф Климович         |
| Минский городской | —                  | —                   | 5 628  | Леонид Мараков          |
| Вилейский         | 8                  | 40                  | —      | Чеслав Найдзюк          |
| Минский окружной  | —                  | —                   | 9 000  | Юлиан Сакович           |
| Слуцкий           | 5                  | —                   | 1 004  | Сергей Лиходзиевский    |
| Ганцевичский      | —                  | —                   | 270    | Антон Сокол-Кутыловский |
| Борисовский       | 2                  | —                   | 2 050  | Борис Щорс              |
| ВСЕГО             | —                  | —                   | 29 605 |                         |

## Итоги
С точки зрения советского подполья и советской власти все белорусские культурные и образовательные учреждения и общественные организации (школы, театры, кинотеатры, профсоюзы и т. д.), существовавшие во время войны в регионе от Белостока до Смоленска, были признаком предательства Советского Союза. Идея независимости Белоруссии и национальная белорусская символика были дискредитированы жестокостью немецкой оккупационной системы.
22 июня 1943 года в здании Минского городского театра состоялось торжественное провозглашение Союза белорусской молодёжи. Советские подпольщики заложили бомбу в зрительном зале, которая должна была взорваться во время нахождения там Вильгельма Кубе, однако она взорвалась во время вечернего спектакля. В результате погибли 13 человек и несколько сотен были ранены.
Советские войска за время немецкой оккупации бомбили Минск неоднократно (в частности, 8 марта 1942 года и 1 мая 1943 года); сильно бомбили город и перед освобождением, в июне 1944 года. В результате погибли сотни ни в чём не повинных людей. Немцы, поляки и советская власть продолжали уничтожение представителей белорусской интеллигенции . Вацлав Ивановский был застрелен агентом НКГБ СССР, Владислав Козловский — убит советскими партизанами, Юлиан Сакович — связанными с Армией Крайовой польскими партизанами. Многие оставшиеся в живых руководители БНС перед началом наступления Красной армии бежали на Запад.